# Torre OTE
La OTE Tower es una torre de telecomunicaciones de 76  metros de altura situada en el Centro Internacional de Exposiciones de Tesalónica, que se localiza en el centro de la ciudad griega de Salónica. La torre se inauguró en 1966 y fue renovada en su totalidad en 2005.
La estructura original fue diseñada por el arquitecto griego Anastasiadis y se terminó en 1965, dando lugar a las primeras emisiones en blanco y negro de una cadena de televisión griega que tuvieron lugar desde la torre en 1966. La torre de telecomunicaciones también se utilizó en la década de 1970 para apoyar desde su antena a una red experimental teléfono móvil VHF analógica. En la actualidad es utilizada por el operador de red de telefonía móvil Cosmote.
La torre actual, aparte de su condición de monumento moderno de la ciudad y su utilización por Cosmote, se abre para eventos y exposiciones durante la Feria Internacional de Salónica, además de contar con un restaurante giratorio que funciona durante todo el año en su planta superior.